# Arieh Dulzin
Arieh Leon Dulzin (în ebraică אריה לאון דולצ'ין; n. 31 martie 1913, Minsk, Imperiul Rus – d. 13 septembrie 1989, Tel Aviv, Israel) a fost un activist sionist care a servit ca ministru fără portofoliu în guvernul israelian între decembrie 1969 și august 1970, deși nu a fost niciodată membru al Knesset.

## Biografie
Dulzin s-a născut la Minsk, în Imperiul Rus (acum Belarus). În 1928 a emigrat în Mexic, iar între 1938 și 1942 a fost președinte al filialei mexicane a Organizației Sioniste. Pe când se afla în Mexic, s-a căsătorit cu pictorul Fredzia Kessler, care emigrase din Polonia în copilărie. Fiica lor Deborah a devenit un astronom renumit.
În 1956, Dulzin s-a mutat în Israel, dar soția și fiica sa au rămas în Mexic. Ulterior s-a recăsătorit și a mai avut doi copii. După ce a ajuns în Israel, a lucrat pentru Agenția Evreiască. A condus departamentul economic și biroul de investiții până în 1965, apoi a ocupat funcția de șef al departamentului de imigrație, absorbție și relocare și a devenit trezorier din 1968 până în 1978. S-a alăturat Partidului Liberal, iar la 15 decembrie 1969 Golda Meir l-a numit în cabinetul său ca ministru fără portofoliu. Cu toate acestea, el a demisionat la 6 august 1970, când Gahal (blocul Herut-Liberal) s-a retras din coaliție. Între 1978 și 1987 a ocupat funcția de președinte al Organizației Mondiale Sioniste.